# Янежовський Врх
Янежовський Врх (словен. Janežovski Vrh) — поселення в общині Дестрник, Подравський регіон‎, Словенія.